# Homosexualität in Suriname

Suriname

Homosexualität ist in Suriname legal, aber gesellschaftlich tabuisiert. Besonders schwule Beziehungen werden kaum akzeptiert und toleriert.

## Gesetzeslage

Gesetzeslage zu gleichgeschlechtlichen Ehen und Partnerschaften in Südamerika
Gleichgeschlechtliche Ehe
Eingetragene Partnerschaft
Keine Anerkennung
Verfassungsverbot gleichgeschlechtlicher Ehen
Homosexuelle Handlungen illegal

Homosexualität in Suriname ist legal. § 302 Strafgesetzbuch stellt homosexuelle Handlungen mit einer Person unter 18 Jahren unter Strafe von bis zu 4 Jahren. Das Schutzalter für Heterosexuelle liegt bei 16 Jahren.
Gleichgeschlechtliche Paare werden staatlicherseits nicht anerkannt. In Suriname ist weder eine gleichgeschlechtliche Ehe noch eine eingetragene Partnerschaft gesetzlich zugelassen. Ein Antidiskriminierungsgesetz zum Schutz der sexuellen Orientierung existiert nicht.

## Gesellschaftliche Situation
Im Gegensatz zur Ablehnung schwuler Kontakte gibt es weniger Vorurteile gegen homosexuelle Frauen. Die Beziehungen von „Matis“ (Sranan für intime Freundinnen) sind eine alte und akzeptierte Praxis unter den Afro-Surinamern.
Eine kleine LGBT-Community findet sich in der Hauptstadt Paramaribo. Im Oktober 2011 fand in der Hauptstadt die erste Gay Pride des Landes statt.